# Palladiosz
Palladiosz (ógörögül: Παλλάδιος, latinul: Palladius), (363 körül, Galatia – 431 körül, Aspuna) késő ókori görög szerzetes, egyházi író, a bithüniai Helenopolisz, majd Galatia püspöke. Leginkább a sivatagi atyákról szóló műve, a Historia Lausiaca (Lausiaca története) révén ismert.

## Élete
Palladiosz 363 körül született Galatiában. Fiatal korában egyházi tanulmányokat folytatott, de hamarosan monasztikus hivatást kezdett érezni. 
Először valószínűleg, 384 körül Palesztinában próbálta megvalósítani ezt az életmódot, majd 388-ban Alexandriába ment. Itt egy évig időzött, és Atanáz barátja, Izidor vezetése alatt élt. Izidor később a város közelében élő Dorotheosz remetére bízta Palladioszt.
A 390-es években, az egyiptomi útja során meglátogatta Nitriát, Kelliát, hogy találkozzon az ország hírnevét adó keresztény anakhórétákkal, az ún. sivatagi atyákkal. Kelliában többek közt Pontoszi Evagriosz tanításait hallgatta.
399-ben betegsége miatt visszatérve Palesztinába, Jeruzsálemben állapodott meg, ahol Aranyszájú Szent János 400-ban Bithünia püspökévé szentelte. 405-ben az Aranyszájú Szent János körüli vitában Rómába ment I. Ince pápához Jánost védelmezni. Később visszament Konstantinápolyba, ahonnan origenista nézetei onnan Egyiptomba száműzték.
412-ben hosszú körutat tett Szíriában, hogy megismerje az ottani szerzetesi gyakorlatot. 417-ben a galátiai Aspuna püspöke lett, és itt is fejezte be az életét 431 körül.

## Művei

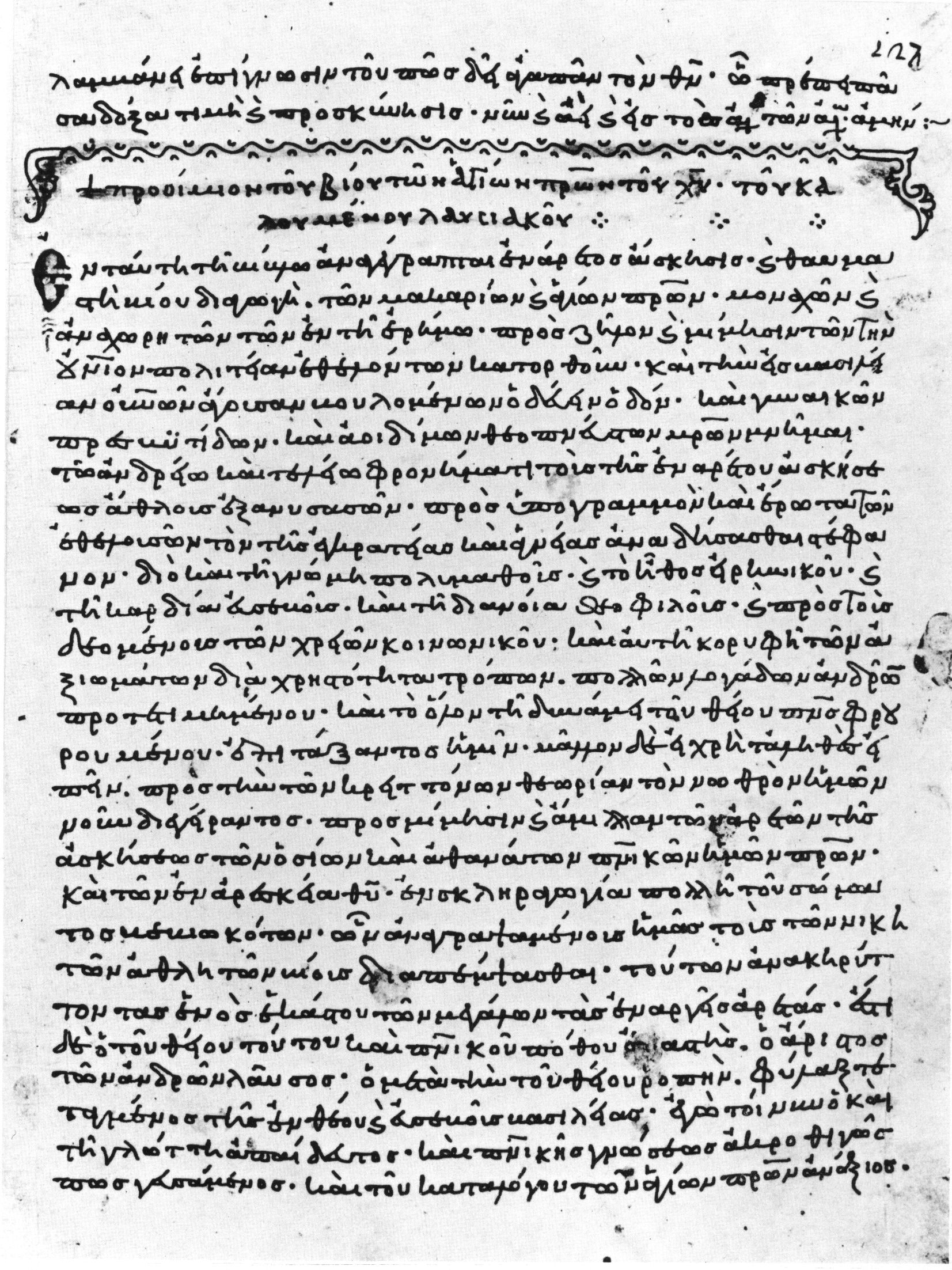
Historia Lausiaca

A Historia Lausiaca (Λαυσαική Ιστορία), egy olyan fontos munka a késő ókorból, amely egyformán érdekli a korszakkal foglalkozó egyházi személyeket és történészeket. A mű az egyiptomi sivatagi atyákat mutatja be. 419-420-ban íródott Lausus, II. Theodosius bizánci császár udvarának kamarása kérésére. Elbeszéléseket tartalmaz a szerzetesekről, remetékről, apátokról és szentekről. Amint a könyv tartalmából kitűnik, Palladiosz 388-404-ben utazta be Egyiptomot. Eredetileg a mű görögül jelent meg, de annyira népszerű lett, hogy hamarosan lefordították más nyelvekre is.
Palladiosz 408 körül párbeszédes formában megírta Aranyszájú Szent János életrajzát (Dialogus de vita Joannis Chrysostomi), leghíresebb műve azonban a 417–420 körül Aspunában írt
Valószínűleg Palladiosz műve az Epistola de Indicis gentibus et de Bragmannibus is (egy egyiptomi tudós indiai utazásáról, mely a középkorban feltehetően Szent Ambrustól származó kivonatos fordításban vált ismertté).
Palladiosz írásaiban ötvöződnek személyes élményei és a másoktól hallott elbeszélések, esetenként régi kopt iratok.

## Művei magyarul
- Palladiosz: A sivatagi atyák történetei Lauszoszhoz – Historia Lausiaca; ford., bev., jegyz. Csizmár Oszkár; Jel, Bp., 2015 (Ókeresztény Örökségünk, 21.), ISBN 9786155147593, 240 p.